# Gheorghe Tătaru
Gheorghe Tătaru (Bukarest, 1948. május 5. – Jászvásár, 2004. december 19.) román válogatott labdarúgó.

## Pályafutása

### A válogatottban
1970 és 1972 között 10 alkalommal szerepelt a román válogatottban és 3 gólt szerzett. Részt vett az 1970-es világbajnokságon.

## Sikerei, díjai
Dinamo București
- Román bajnok (1): 1967–68
- Román kupa (3): 1968–69, 1969–70, 1970–71

Egyéni
- A román bajnokság társgólkirálya (1): 1970–71 (15 gól)
- Az év román labdarúgója (2): 1968, 1969